# Keys to Ascension 2
Keys to Ascension 2 je dvojalbum britské rockové skupiny Yes. Na prvním disku se nachází koncertní nahrávky starších skladeb a na druhém nové, dříve nevydané, studiové nahrávky. Jde o nástupce alba Keys to Ascension z předchozího roku, které bylo složeno obdobně. Jde o poslední studiové album skupiny Yes, na kterém se podílel Rick Wakeman.

## Seznam skladeb
| Disk 1 (koncertní nahrávky) | Disk 1 (koncertní nahrávky)                                                                                             | Disk 1 (koncertní nahrávky)              | Disk 1 (koncertní nahrávky) |
| Pořadí                      | Název | Autor                                    | Délka                       |
| --------------------------- | --- | ---------------------------------------- | --------------------------- |
| 1.                          | I've Seen All Good People“ I. „Your Move“ II. „All Good People                                                          | Jon Anderson, Chris Squire               | 7:15                        |
| 2.                          | Going for the One | Anderson                                 | 4:59                        |
| 3.                          | Time and a Word | Anderson, David Foster                   | 6:23                        |
| 4.                          | Close to the Edge“ I. „The Solid Time of Change“ II. „Total Mass Retain“ III. „I Get Up I Get Down“ IV. „Seasons of Man | Anderson, Steve Howe                     | 19:41                       |
| 5.                          | Turn of the Century | Anderson, Howe, Alan White               | 7:55                        |
| 6.                          | And You and I“ I. „Cord of Life“ II. „Eclipse“ III. „The Preacher the Teacher“ IV. „Apocalypse                          | Jon Anderson, Bill Bruford, Howe, Squire | 10:50                       |

| Disk 2 (studiové nahrávky) | Disk 2 (studiové nahrávky)                              | Disk 2 (studiové nahrávky)                  | Disk 2 (studiové nahrávky) |
| Pořadí                     | Název                                                   | Autor                                       | Délka                      |
| -------------------------- | ------------------------------------------------------- | ------------------------------------------- | -------------------------- |
| 1.                         | Mind Drive                                              | Anderson, Squire, White, Howe, Rick Wakeman | 18:37                      |
| 2.                         | Foot Prints                                             | Anderson, Squire, Howe, White               | 9:07                       |
| 3.                         | Bring Me to the Power                                   | Anderson, Howe                              | 7:23                       |
| 4.                         | Children of Light“ I. „Children of Light“ „II. Lifeline | Anderson, Howe, Squire, Vangelis, Wakeman   | 6:03                       |
| 5.                         | Sign Language                                           | Howe, Wakeman                               | 3:28                       |

## Obsazení
- Jon Anderson – zpěv
- Chris Squire – baskytara, doprovodný zpěv
- Steve Howe – kytara, doprovodný zpěv
- Rick Wakeman – klávesy
- Alan White – bicí